# 聚芳閣
聚芳閣（日语：／ Shūhō kaku */?）是一家日本出版社，成立於1924年，1929年間歇業。

## 概要
聚芳閣於1924年3月由戲曲家足川欽一、足立直郎（足川欽一的妹夫）、松本清太郎和勝承夫等編輯成立，足川欽一為社主。同年9月，井伏鱒二加入聚芳閣（至1926年退出），並發行了他的首部單行本及翻譯本《父之罪》（父の罪）。聚芳閣在1924年秋季共出版了10餘本新書，累計成立半年期間出版書籍數量逾40本。此時正值關東大地震發生後不久，百廢待舉，聚芳閣的活躍使其受到了矚目。
1924年10月，聚芳閣主力雜誌《文學界》（文學界）創刊。《文學界》不只刊登現役作家的作品，也會從讀者的投稿之中選出優秀的作品刊登。同年12月，以刊登大版幅的各類照片著稱的《趣味與科學》（趣味と科學）創刊。此外，聚芳閣還發行了德田秋聲、豐島與志雄、里見弴、中西伊之助、邦枝完二和佐佐木味津三等作家的單行本，以及一些電影理論相關書籍。聚芳閣原訂計畫還要發行《日本名著系列》（日本名著大系）、《日本戲曲名作系列》（日本戲曲名作大系）和《異國叢書》（異國叢書）等書籍，然而聚芳閣的經營情況在此時開始急劇惡化，儘管聘請了十一谷義三郎擔任顧問，不過最終仍於1927年後停止發行書刊，1929年11月清算歇業。
作家菊池寬曾因《文藝春秋》1926年1月號中的一篇文章與聚芳閣發生衝突（即砂利缶事件），法院於1930年建議雙方和解。

## 外部連結
- 聚芳閣在國立國會圖書館資料庫的搜尋結果 （页面存档备份，存于） （日語）